# 真田鈴
真田 鈴（さなだ りん）は、日本の女性漫画家。主に少年誌、成年向け雑誌で作品を執筆している。また同人活動も行なっている。

## 経歴・特徴
物心ついた時には鉛筆を持って絵を描いており、一人っ子だったので、ほかに遊びようがなかったという。高校の時に周囲の女友達が男性向けのものばかり読んでいたのに影響されている。
強くて有能な美人が口数少なめで陰に回り、自身の能力を男に捧げて生きるようなのが理想である。完璧にしすぎないように、と気をつけている。だらしなく、駄目な部分が多いほうが良いという。こんな女の子が目の前にいたら絶対に好きになる、そんな子はどんな娘だろうと考えてきて、自分なりに答えを出して描いている。『ダイヤのA』のファンである。

## 作品リスト

### 一般向け
- 森口織人の帝王学（原作：おかゆまさき） アスキー・メディアワークス

1. 2008年8月27日発売 ISBN 978-4048672511
2. 2009年8月27日発売 ISBN 978-4048680332

- それが彼女のセイギなら アスキー・メディアワークス

1. 2011年1月27日発売 ISBN 978-4048702478
2. 2011年8月27日発売 ISBN 978-4048708296

- うららちゃんのナカの人 双葉社　全2巻

1. 2011年2月12日発売 ISBN 978-4575838718
2. 2012年4月12日発売 ISBN 978-4575840452

- アマガミ -すなおのそのあと- エンターブレイン 2011年8月25日発売　ISBN 978-4047274617

### 成年向け
- だいきらい×だいすき 晋遊舎 2006年8月25日発売 ISBN 978-4883805624
  - だいきらい×だいすき 新装版 マックス 2008年8月25日発売 ISBN 978-4903491790
- すきなんていってあげない マックス 2008年2月25日発売 ISBN 978-4903491554
- 処女単行本 マックス 2010年3月25日発売 ISBN 978-4863790193
- あのね、わたしねマックス 2014年7月24日発売 ISBN 978-4863793262

### 挿絵等
- ムゲンのセンカ（六塚光：著） 角川書店（角川スニーカー文庫）